# Edmund König
Edmund Wilhelm Hermann König, auch Wilhelm Hermann Eduard König bzw. Wilhelm Hermann Edmund König (* 14. März 1858 in Westgreußen; † 15. Januar 1939 in Sondershausen) war ein deutscher Gymnasiallehrer. Daneben publizierte er über philosophische Themen.

## Leben

### Herkunft, Ausbildung und Privatleben
Von Ostern 1869 bis Ende September 1876 besuchte König das Gymnasium Sondershausen. Anschließend studierte er bis zum Frühjahr 1878 an der Friedrich-Schiller-Universität Jena Mathematik und wechselte dann zur Universität Leipzig. Dort bestand er 1880 die Prüfung für das höhere Lehramt und wurde 1881 an der philosophischen Fakultät bei Wilhelm Wundt mit der Dissertation Ueber den Substanzbegriff bei Locke und Hume promoviert. Sein Probejahr absolvierte König in der Folge am städtischen Gymnasium zum heiligen Kreuz in Dresden.
König war von Januar 1912 bis September 1922 Mitglied des Sondershäuser Gemeinderats, von Oktober 1912 bis Mai 1919 als Vorsitzender. Er gehörte im November 1918 zu den Gründungsmitgliedern der Sondershäuser Ortsgruppe der Deutschen demokratischen Partei und war dann ihr 1. Vorsitzender. Bei der Gemeinderatswahl 1919 kandidierte er auf der Liste dieser Partei.
König erhielt die goldene Medaille für Verdienst um Kunst und Wissenschaft am Bande und das Schwarzburgische Ehrenkreuz III. Klasse. In Sondershausen trägt die frühere Hindenburgstraße seit dem 12. Januar 1946 seinen Namen. Darüber hinaus wurde lange davon ausgegangen, dass er Ehrenbürger der Stadt sei. Entsprechende Unterlagen konnten allerdings nie gefunden werden. Auf dem städtischen Hauptfriedhof ist König in einem Familiengrab bestattet. Am 6. November 2013 wurde auf dem Grab ein Gedenkstein enthüllt, um die Verdienste seines Sohnes Friedrich (Fritz) König (1899–1975) und dessen Ehefrau Margaretha, geb. Möller, (1896–1973) zu würdigen.

### Berufliche Laufbahn
Ab Ostern 1882 arbeitete König als ordentlicher Lehrer am Dresdner Gymnasium zum heiligen Kreuz. Diese Stelle gab er im Sommer 1887 auf, um sich in Wien ausschließlich philosophischen Studien und literarischen Arbeiten zu widmen. Ab Ende 1888 war er Lehrer und Mitdirektor an der Real- und Handelsschule in Bad Dürkheim, bis er im August 1894 als Lehrer an das Gymnasium Sondershausen berufen wurde. Dort wurde er 1899 zum Professor ernannt, 1917 zum Studienrat; zu Ostern 1923 trat er in den Ruhestand.
Neben seinem Lehramt und einem Vortragszyklus über naturwissenschaftliche und philosophische Fragen, den er über viele Jahre in Sondershausen hielt, erlangte König vor allem aufgrund seiner philosophischen Schriften nachhaltige Bekanntheit. Er war der Bewegung des Neukantianismus zuzurechnen und stand dem Kritizismus nahe. Ausgelöst durch beidseitige Aufsatzveröffentlichungen führte er ab 1889 mit Eduard von Hartmann eine Debatte um die Frage des transzendentalen Idealismus. Innerhalb der Naturphilosophie gehörte er zu den Gegnern der Nietzsche’schen „Temperamentsphilosophie“ und beurteilte auch die beispielsweise von Karl Ernst von Baer, Friedrich Wilhelm Joseph Schelling und Gottfried Wilhelm Leibniz vertretene Zweckbetrachtung negativ. Gleichwohl erkannte er 1902 in einem Aufsatz:
„[D]ie vor etwa zehn Jahren zuerst schüchtern hervorgetretene Opposition der Neovitalisten und Antidarwinisten ist bereits heute zu einer mächtigen Bewegung angewachsen, die sehr wahrscheinlich mit dem Siege der Teleologie enden wird.“

## Publikationen (Auswahl)

### Monographien
- Die Entwickelung des Causalproblems von Cartesius bis Kant. Studien zur Orientirung über die Aufgaben der Metaphysik und Erkenntnisslehre. Otto Wigand, Leipzig 1888.
- Die Entwickelung des Causalproblems in der Philosophie seit Kant. Studien zur Orientirung über die Aufgaben der Metaphysik und Erkenntnisslehre. (Zweiter Theil.) Otto Wigand, Leipzig 1890.
- Die französische Philosophie im 19. Jahrhundert. Verlag von J. Bacmeister, Eisenach 1889.
(Autorisierte deutsche Ausgabe von: Félix Ravaisson: La philosophie française au XIX siècle. Imprimerie imperiale, Paris 1868.)
- Das Problem des Zusammenhangs von Leib und Seele und seine Bearbeitung in der kartesianischen Schule. In: Programm des Gymnasium Sondershausen. Teil 1: 1895; Teil 2: 1897.
- W. Wundt. Seine Philosophie und Psychologie. (= Frommanns Klassiker der Philosophie. 13. Band) F. Frommann, Stuttgart 1901.
- W. Wundt als Psycholog und als Philosoph. Frommann, Stuttgart 1902. (3. Aufl. 1909.)
- Kant und die Naturwissenschaft. (= Die Wissenschaft – Sammlung naturwissenschaftlicher und mathematischer Monographien. 22. Band). Friedrich Vieweg und Sohn, Braunschweig 1907.
- Die Materie. (= Wege zur Philosophie, Nr. 2.) Vandenhoeck & Ruprecht, Göttingen 1911.
- Ist Kant durch Einstein widerlegt? Ein Beitrag zur Prinzipienlehre der Naturwissenschaft. Eupel, Sondershausen 1929.

### Aufsätze
- Ueber den Substanzbegriff bei Locke und Hume. Dissertation. In: Philosophische Studien. Leipzig. Jahrgang 1, № 2, 1881, S. 261–335.
- Über den Begriff der Objektivität bei Wolff und Lambert mit Beziehung auf Kant. In: Zeitschrift für Philosophie und philosophische Kritik. Halle (Saale), Neue Folge. Band 85, 1884, S. 292–313.
- Der Kausalbegriff des Maine de Biran.
- Maine de Biran – der französische Kant. In: Philosophische Monatshefte. Band 25, Hefte 3–4, Heidelberg 1889.
- Über die letzten Fragen der Erkenntnistheorie und den Gegensatz des transcendentalen Idealismus und Realismus. 1894.
- Die Unterscheidung von reiner und angewandter Mathematik bei Kant. In: Kant-Studien. Jahrgang 3, № 1–3, Januar 1899, S. 373–402.
- Die Lehre vom psychophysischen Parallelismus und ihre Gegner. In: Zeitschrift für Philosophie und philosophische Kritik. Vol. 115, № 2, 1900, S. 161–192.
- Ueber Naturzwecke. In: Philosophische Studien. Leipzig, Band 19, 1902, S. 418–458.

### Rezensionen
- Besprechung zu: Paul Nikolaus Cossmann, Elemente der empirischen Teleologie. 1899. In: Kant-Studien. Jahrgang 4, 1899, S. 92–95.
- Besprechung zu: Immanuel Kant, Metaphysische Anfangsgründe der Naturwissenschaft. Neu herausgegeben von Alois Höfler, mit einem Nachwort: Studien zur gegenwärtigen Philosophie der Mechanik. 1900. In: Kant-Studien. Jahrgang 7, № 4, September 1902, S. 454–460.